# 雪溪乡
雪溪乡是中华人民共和国浙江省温州市泰顺县下辖的一个乡。
2016年9月8日，浙江省人民政府批复同意调整仕阳镇管辖范围，增设雪溪乡，乡政府驻雪龙路88号。

## 行政区划
雪溪乡下辖以下村级行政区划单位：
桥西村、桥东村、大龙口村、山前村、武岭村、双溪村、双桥村、保兴村和雪临村。